# 赤城元町
赤城元町（あかぎもとまち）は、東京都新宿区の町名。住居表示実施済みの地域。丁目の設定がない単独町名である。

## 地理
新宿区の北東部に位置する。町域の北は築地町と西五軒町、東は東五軒町と白銀町、南は神楽坂六丁目、西は矢来町と赤城下町に接する。赤城神社を中心とした区域であり、その他の区域は主に公務員住宅を含む住宅地として使用されている。

## 歴史
赤城元町は、1947年の新宿区成立時に設置された町名であり、1989年に旧町名を継承する形で住居表示が実施された。

### 町名の由来
町域の中央付近に地名の由来にもなっている赤城神社があり、町域の中心的な存在となっている。

## 世帯数と人口
2025年（令和7年）3月1日現在（新宿区発表）の世帯数と人口は以下の通りである。
- 世帯数 : 256世帯
- 人口 : 433人

### 人口の変遷
国勢調査による人口の推移。
| 年                 | 人口 |
| ------------------ | ---- |
| 1995年（平成7年）  | 385  |
| 2000年（平成12年） | 374  |
| 2005年（平成17年） | 336  |
| 2010年（平成22年） | 325  |
| 2015年（平成27年） | 436  |
| 2020年（令和2年）  | 407  |

### 世帯数の変遷
国勢調査による世帯数の推移。
| 年                 | 世帯数 |
| ------------------ | ------ |
| 1995年（平成7年）  | 187    |
| 2000年（平成12年） | 194    |
| 2005年（平成17年） | 184    |
| 2010年（平成22年） | 181    |
| 2015年（平成27年） | 252    |
| 2020年（令和2年）  | 245    |

## 学区
区立小・中学校に通う場合、学区は以下の通りとなる（2018年8月時点）。
- 区域 : 全域
  - 小学校 : 新宿区立津久戸小学校
  - 中学校 : 新宿区立牛込第三中学校

## 事業所
2021年（令和3年）現在の経済センサス調査による事業所数と従業員数は以下の通りである。
- 事業所数 : 28事業所
- 従業員数 : 101人

### 事業者数の変遷
経済センサスによる事業所数の推移。
| 年                 | 事業者数 |
| ------------------ | -------- |
| 2016年（平成28年） | 37       |
| 2021年（令和3年）  | 28       |

### 従業員数の変遷
経済センサスによる従業員数の推移。
| 年                 | 従業員数 |
| ------------------ | -------- |
| 2016年（平成28年） | 100      |
| 2021年（令和3年）  | 101      |

## 施設
- 東京都教育庁神楽坂庁舎
- 赤城神社
- 赤城出世稲荷神社

## その他

### 日本郵便
- 郵便番号 : 162-0817[3]（集配局 : 牛込郵便局[15]）。